# Caesio caerulaurea
Caesio caerulaurea es una especie de pez del género Caesio, familia Caesionidae. Fue descrita científicamente por Lacepède en 1801.
Se distribuye por el Pacífico Indo-Occidental: mar Rojo y África Oriental hasta Samoa, de norte a sur de Japón y Nueva Caledonia. La longitud total (TL) es de 45,5 centímetros con un peso máximo de 1,6 kilogramos. Habita en lagunas profundas y a lo largo de arrecifes marinos en áreas costeras. Puede alcanzar los 50 metros de profundidad.
Está clasificada como una especie marina inofensiva para el ser humano.